# Manettia paniculata
Manettia paniculata är en måreväxtart som beskrevs av Eduard Friedrich Poeppig. Manettia paniculata ingår i släktet Manettia och familjen måreväxter. Inga underarter finns listade i Catalogue of Life.